# 5,45 × 39
5,45 × 39 mm  je puškovni naboj srednje moči sovjetskega porekla, ki izvira iz zgodnjih 1970-ih.
Razvit je bil kot odgovor na novi ameriški kaliber 5,56×45 NATO, s katerim so se sovjetski zavezniki prvič srečali v Vietnamski vojni. Po nekaj vojaških preizkusih so zanj izbrali novo jurišno puško AK 74. Trenutno je glavni uporabnik Ruska federacija, ki je z njim v večini nadomestila starejše orožje kalibra 7,62 × 39 pri svojih oboroženih silah.
Proizvodnja tega kalibra je bila vzpostavljena v več državah Varšavskega pakta, a je kaliber še vedno bolj redko v uporabi. Po propadu Sovjetske zveze je večina držav prešla na 5,56×45 NATO oziroma nadaljuje z uporabo kalibra 7,62 × 39.